# NGC 3776
NGC 3776 ist eine Spiralgalaxie vom Hubble-Typ Sb im Sternbild Jungfrau. Sie ist schätzungsweise 501 Millionen Lichtjahre von der Milchstraße entfernt.
Das Objekt wurde im Jahre 1886 von Ormond Stone entdeckt.